# Radio StHörfunk
Radio StHörfunk ist ein nichtkommerzieller Hörfunksender in Schwäbisch Hall und Crailsheim. Wie die anderen baden-württembergischen Sender in der Assoziation Freier Gesellschaftsfunk (AFF) versteht er sich als Freies Radio und ist Mitglied im Bundesverband Freier Radios.

## Geschichte
Am 29. März 1995 erhielt der Förderverein Freies Radio Schwäbisch Hall, der am 19. August 1993 gegründet wurde, von der Landesanstalt für Kommunikation Baden-Württemberg die Lizenz für die UKW-Frequenz 97,5 MHz im Stadtgebiet von Schwäbisch Hall. 2004 folgte für eine parallele Ausstrahlung die zusätzliche Frequenz 104,8 MHz in Crailsheim. Seit April 2006 kann man Radio StHörfunk auch per Livestream im Internet hören.
Seit dem 25-jährigen Jubiläum kann man einige Radiosendungen und Veranstaltungen auch per Videostream über Twitch live verfolgen und ausgewählte Höhepunkte auf YouTube ansehen.
2022 erhielt Radio StHörfunk für die Aktion „Orte SHA“ von der Landesanstalt für Kommunikation Baden-Württemberg den LFK-Medienpreis in der Kategorie Sonderpreis für Gesellschaftliches Engagement. Ehrenamtliche aus dem gleichnamigen DJ-Kollektiv hatten während der Corona-Pandemie stillgelegte Orte in Schwäbisch Hall bespielt und dies Live im Radio und Stream für die Menschen zu Hause übertragen.
Zum 30-jährigen Bestehen verlegt der Sender 2025 für drei Monate seinen Sendebetrieb in ein „gläsernes“ Studio in der Innenstadt von Schwäbisch Hall, das von der Straße einsehbar ist und einmal wöchentlich einen offenen Sendenplatz bietet.

## Radio
Im Alten Schlachthaus in der Haalstraße 9 in Schwäbisch Hall befinden sich zwei Sendestudios und ein Vorproduktionsraum. Im Jugendzentrum in Crailsheim ist das dortige lokale Studio untergebracht, dieses wird ausschließlich für Vorproduktionen genutzt.
Radio StHörfunk wird im Wesentlichen über Zuschüsse, Mitgliedsbeiträge und Spenden finanziert.

## Programm
Das Programm von Radio StHörfunk umfasst eine vielfältige Mischung aus Musik-, Informations- und Gesellschaftssendungen, die von Ehrenamtlichen gestaltet werden. Neben lokalen Nachrichten und fremdsprachigen Beiträgen sind auch medienpädagogische Projekte ein fester Bestandteil.
Das gesamte Programm ist werbefrei und wird auch nicht von Verkehrsfunk unterbrochen. Angeboten wird ein Vollprogramm mit 24 Stunden Sendebetrieb und der Programmtag wird grob in drei Zeitblöcke unterteilt.
Zum Quartalsanfang erscheint die Sendungsübersicht in einer gedruckten Auflage von 1.500 Stück. Außerdem ist der Sendeplan auf der Website einsehbar oder als PDF abrufbar.

## Auszeichnungen
- 2022: LFK-Medienpreis – Sonderpreis für Gesellschaftliches Engagement, für die Aktion „Orte SHA“ des gleichnamigen DJ-Kollektivs[2]